# Шатонне
Шатонне (фр. Châtonnay) — коммуна во Франции, находится в регионе Рона — Альпы. Департамент коммуны — Изер. Входит в состав кантона Сен-Жан-де-Бурне. Округ коммуны — Вьенн.
Код INSEE коммуны — 38094. Население коммуны на 1999 год составляло 1424 человека. Населённый пункт находится на высоте от 424  до 615  метров над уровнем моря. Муниципалитет расположен на расстоянии около 440 км юго-восточнее Парижа, 45 км юго-восточнее Лиона, 55 км северо-западнее Гренобля. Мэр коммуны — Guy SERVET, мандат действует на протяжении 2008—2014 гг.
Динамика населения (INSEE):